# Корбень (комуна)
Корбень, Корбені (рум. Corbeni) — комуна у повіті Арджеш в Румунії. До складу комуни входять такі села (дані про населення за 2002 рік):
- Беріндешть (362 особи)
- Букшенешть (940 осіб)
- Корбень (488 осіб)
- Оєштій-Пеминтень (1376 осіб)
- Оєштій-Унгурень (1007 осіб)
- Поєнарі (565 осіб)
- Ротунда (775 осіб)
- Турбуря (143 особи)

Комуна розташована на відстані 149 км на північний захід від Бухареста, 52 км на північ від Пітешть, 127 км на північний схід від Крайови, 84 км на південний захід від Брашова.

## Населення
За даними перепису населення 2002 року у комуні проживали 5656 осіб.
Національний склад населення комуни:
| Національність | Кількість осіб | Відсоток |
| -------------- | -------------- | -------- |
| румуни         | 5651           | 99,9%    |
| цигани         | 3              | 0,1%     |
| німці          | 2              | < 0,1%   |

Рідною мовою назвали:
| Мова      | Кількість осіб | Відсоток |
| --------- | -------------- | -------- |
| румунська | 5655           | > 99,9%  |
| німецька  | 1              | < 0,1%   |

Склад населення комуни за віросповіданням:
| Релігія            | Кількість осіб | Відсоток |
| ------------------ | -------------- | -------- |
| православні        | 5480           | 96,9%    |
| лютерани           | 132            | 2,3%     |
| реформати          | 18             | 0,3%     |
| бретрени           | 9              | 0,2%     |
| римо-католики      | 3              | 0,1%     |
| баптисти           | 1              | < 0,1%   |
| адвентисти         | 1              | < 0,1%   |
| старообрядці       | 1              | < 0,1%   |
| не вказали релігію | 7              | 0,1%     |